# Gaishorn am See
Gaishorn am See är en ort och köpingskommun i distriktet Liezen i det österrikiska förbundslandet Steiermark. Kommunen har 1 340 invånare (2024) och består av fyra  orter (Ortschaften) (inom parentes invånarantal 1 januari 2024):
- Au bei Gaishorn am See (373)
- Furth (27)
- Gaishorn am See (613)
- Treglwang (327)

Kommunen fick sin nuvarande utsträckning i samband med kommunreformen i Steiermark 1 januari 2015 då kommunerna Gaishorn am See och Treglwang slogs samman. 